# Selección de fútbol sub-19 de Inglaterra
La Selección de fútbol sub-19 de Inglaterra es el equipo representativo del país en el Campeonato de Europa Sub-19. Su organización está a cargo de The Football Association, perteneciente a la UEFA.

## Estadísticas

### Campeonato Europeo
Desde la temporada 2001/02, se comenzó a disputar el europeo con selecciones sub-19 por primera vez.
| Año                    | Ronda           | Posición        | PJ              | PG              | PE              | PP              | GF              | GC              |
| ---------------------- | --------------- | --------------- | --------------- | --------------- | --------------- | --------------- | --------------- | --------------- |
| Noruega 2002           | Fase de grupos  | 6.º             | 3               | 0               | 2               | 1               | 6               | 7               |
| Lietchteinstein 2003   | Fase de grupos  | 6.º             | 3               | 1               | 0               | 2               | 3               | 5               |
| Suiza 2004             | No se clasificó | No se clasificó | No se clasificó | No se clasificó | No se clasificó | No se clasificó | No se clasificó | No se clasificó |
| Irlanda del Norte 2005 | Subcampeones    | 2.º             | 5               | 2               | 2               | 1               | 9               | 8               |
| Polonia 2006           | No se clasificó | No se clasificó | No se clasificó | No se clasificó | No se clasificó | No se clasificó | No se clasificó | No se clasificó |
| Austria 2007           | No se clasificó | No se clasificó | No se clasificó | No se clasificó | No se clasificó | No se clasificó | No se clasificó | No se clasificó |
| Rep. Checa 2008        | Fase de grupos  | 5.º             | 3               | 1               | 1               | 1               | 3               | 2               |
| Ucrania 2009           | Subcampeones    | 2.º             | 5               | 2               | 2               | 1               | 9               | 8               |
| Francia 2010           | Semifinales     | 3.º             | 4               | 1               | 1               | 2               | 5               | 7               |
| Rumanía 2011           | No se clasificó | No se clasificó | No se clasificó | No se clasificó | No se clasificó | No se clasificó | No se clasificó | No se clasificó |
| Estonia 2012           | Semifinales     | 3.º             | 4               | 2               | 1               | 1               | 6               | 5               |
| Lituania 2013          | No se clasificó | No se clasificó | No se clasificó | No se clasificó | No se clasificó | No se clasificó | No se clasificó | No se clasificó |
| Hungría 2014           | No se clasificó | No se clasificó | No se clasificó | No se clasificó | No se clasificó | No se clasificó | No se clasificó | No se clasificó |
| Grecia 2015            | No se clasificó | No se clasificó | No se clasificó | No se clasificó | No se clasificó | No se clasificó | No se clasificó | No se clasificó |
| Alemania 2016          | Semifinales     | 3.º             | 4               | 3               | 0               | 1               | 7               | 5               |
| Georgia 2017           | Campeón         | 1.º             | 5               | 5               | 0               | 0               | 10              | 2               |
| Finlandia 2018         | Fase de grupos  | 6.º             | 4               | 1               | 1               | 2               | 4               | 11              |
| Armenia 2019           | No se clasificó | No se clasificó | No se clasificó | No se clasificó | No se clasificó | No se clasificó | No se clasificó | No se clasificó |
| Irlanda del Norte 2020 | Cancelado       | Cancelado       | Cancelado       | Cancelado       | Cancelado       | Cancelado       | Cancelado       | Cancelado       |
| Rumania 2021           | Cancelado       | Cancelado       | Cancelado       | Cancelado       | Cancelado       | Cancelado       | Cancelado       | Cancelado       |
| Eslovaquia 2022        | Campeón         | 1.°             | 5               | 5               | 0               | 0               | 12              | 2               |
| Malta 2023             | No clasificó    | No clasificó    | No clasificó    | No clasificó    | No clasificó    | No clasificó    | No clasificó    | No clasificó    |
| Irlanda del Norte 2024 | No clasificó    | No clasificó    | No clasificó    | No clasificó    | No clasificó    | No clasificó    | No clasificó    | No clasificó    |
| Rumania 2025           | Fase de grupos  | 8.°             | 3               | 0               | 2               | 1               | 9               | 11              |
| Total                  | 12/22           | –               | 48              | 23              | 12              | 13              | 87              | 71              |

## Jugadores

### Última convocatoria
Datos correspondientes a la situación previa al Campeonato Europeo sub-19 2016.

### Destacados
A lo largo de los años, varios jugadores que pertenecieron a la selección de Inglaterra sub-19, lograron consolidarse como profesionales a nivel internacional y destacarse, ellos son: Carlton Cole, Jermaine Jenas, Glen Johnson, Stewart Downing, Wayne Rooney, James Milner, Joe Hart, Andy Carroll, Ciaran Clark, Daniel Sturridge, Fabian Delph, Kieran Gibbs, Ryan Bertrand, Theo Walcott, Victor Moses, Jordan Henderson, Danny Rose, Danny Welbeck, Danny Drinkwater, Kyle Walker, Andros Townsend, Nathaniel Clyne, Phil Jones, Jonjo Shelvey, Jack Wilshere, Alex Oxlade-Chamberlain, Ross Barkley, Harry Kane, Saido Berahino, Eric Dier, John Stones, Raheem Sterling, Calum Chambers y Dele Alli.